# Zhongguo Musilin
Zhongguo Musilin (chinesisch 中國穆斯林 / 中国穆斯林, Pinyin Zhōngguó Mùsīlín, W.-G. Chung-kuo Mu-ssu-lin, englisch China Muslim – „Der chinesische Muslim/Die chinesischen Muslime“; al-Muslim al-Ṣīnī) ist eine chinesische Zeitschrift, die seit 1957 in Peking erscheint. Sie gilt als „Organ des offiziellen Islam in China“.
Im Juli 1957 gründete die Chinesische Islamische Vereinigung (Zhongguo Yisilanjiao Xiehui) das Herausgeberkomitee der Zeitschrift und veröffentlichte im Juli desselben Jahres die erste Ausgabe. Direktor Burhan Shahidi veröffentlichte die einleitenden Worte zur ersten Ausgabe. Die zweimonatlich erscheinende Zeitschrift ist in Chinesisch und Uigurisch erhältlich.
Die Veröffentlichung wurde 1960 eingestellt und 1981 neu aufgelegt. Die Zeitschrift wird vom Staatlichen Amt für religiöse Angelegenheiten und von der Chinesischen Islamischen Vereinigung finanziert und ist die einzige umfassende nationale islamische Veröffentlichung im In- und Ausland. Es ist eine umfassende islamische akademische und kulturelle Zeitschrift, die akademische Kenntnisse und Lesbarkeit integriert.